# 2002년 아시아태평양장애인경기대회
2002년 아시아태평양장애인경기대회(2002 FESPIC Games)는 2002년 10월 26일부터 11월 1일까지 대한민국 부산에서 개최된 제8회 아시아태평양장애인경기대회이다. 이 대회는 태국 방콕에서 열린 1999년 아시아태평양장애인경기대회와 함께 아시안 게임이 개최된 도시에서 개최된 아시아태평양장애인경기대회이기도 하다.
대한민국은 아시아태평양장애인경기연맹(FESPIC Federation) 회원국 가운데 일본, 오스트레일리아, 홍콩, 인도네시아, 중국, 태국에 이어 7번째로 아시아태평양장애인경기대회를 개최한 나라가 되었다. 이 대회에서는 총 40개국에서 온 선수 2,199명이 17개 종목에 참가했다.

## 개최 도시 선정과 개최 준비
아시아태평양장애인경기연맹(FESPIC Federation)은 1995년 11월에 일본 도쿄에서 열린 집행위원회에서 2002년 아시안 게임 개최국으로 선정된 대한민국에서 2002년 아시아태평양장애인경기대회를 개최할 것을 권고했다. 이에 대한민국 정부에서도 1996년 3월에 아시아태평양장애인경기연맹 집행위원회에 전달한 서한을 통해 국제 장애인 스포츠 대회 개최를 통한 장애인의 복지 증진과 국제적 지위 향상, 국제 교류를 통한 대한민국의 장애인 복지 제도·재활 프로그램의 선진화 계기 마련 차원에서 2002년 아시아태평양장애인경기대회를 대한민국에서 개최하고 싶다는 의사를 전달했다.
아시아태평양장애인경기연맹은 1996년 11월에 대한민국 서울에서 열린 집행위원회에서 2002년 아시아태평양장애인경기대회를 대한민국에서 개최하자는 안건을 만장일치로 채택했다. 대한민국 정부는 1997년 1월부터 부산광역시, 대한장애인체육회, 대한체육회 등과 함께 2002년 아시안 게임 개최 도시로 내정된 부산에서 2002년 아시아태평양장애인경기대회를 개최하는 방안을 협의했고 1998년 5월 26일에 열린 국무회의에서 2002년 아시아태평양장애인경기대회를 부산에서 개최하는 안건을 승인했다. 2000년 12월 29일에는 《제8회 부산 아시아·태평양 장애인 경기 대회 지원법》(법률 제6319호, 2003년 6월 30일을 기해 효력을 상실함)이 제정되었다.

## 경기장 목록
- 부산광역시 소재
  - 부산아시아드주경기장 - 육상
  - 사직실내체육관 - 탁구
  - 부산종합운동장 론볼링장 - 론볼
  - 사직실내수영장 - 수영
  - 금정체육관 - 휠체어 농구
  - 스포원파크 테니스장 - 휠체어 테니스
  - 강서체육공원 실내체육관 - 배드민턴
  - 강서체육공원 보조체육관 - 펜싱
  - 강서체육공원 양궁경기장 - 양궁
  - 구덕운동장 - 7인제 뇌성마비장애인 축구
  - 구덕실내체육관 - 유도
  - 기장체육관 - 좌식 배구
  - 부경대학교 체육관 - 역도 (파워리프팅)
  - 동주대학 체육관 - 골볼
  - 강서도로사이클코스 - 사이클
- 경상남도 소재
  - 창원종합사격장 - 사격
  - 양산실내체육관 - 보치아

## 종목
- 양궁
- 육상
- 역도 (파워리프팅)
- 배드민턴
- 보치아
- 사이클
- 펜싱
- 7인제 뇌성마비장애인 축구
- 골볼
- 유도
- 론볼
- 사격
- 수영
- 좌식 배구
- 탁구
- 휠체어 농구
- 휠체어 테니스

## 상징
2002년 아시아태평양장애인경기대회 로고는 개최 도시인 부산을 상징하는 물결, 개최국인 대한민국을 상징하는 역동적인 태극 문양, 횃불을 들고 질주하는 스포츠 선수를 한국의 전통 디자인 이미지로 표현했다. 전체적으로는 스포츠에서의 상호 작용과 장애인들의 장애 극복 의지를 통해 아시아·태평양 지역의 통합을 상징한다. 한국의 대표적인 색상인 스포티한 엠블럼과 매끄러운 붓질은 장애인과 비장애인이 조화를 이루며 살아가는 사회에 대한 열망을 나타낸다.
2002년 아시아태평양장애인경기대회 마스코트는 "귀동이"(Gwidongih)라는 이름을 가진 거북이인데 문자 그대로 한국어로 "귀여운 아이"를 의미한다. 마스코트의 이름은 또한 한자로 표기할 때 한국어로 "귀"(龜)라고 발음하는 거북이를 나타낸다. 거북이를 대회 마스코트로 사용한 것은 재활과 사회 참여를 향한 장애인들의 지치지 않는 노력을 상징하기 위한 것이다. 또한 마스코트가 승리의 첫 글자이기도 한 "V" 표시는 인류의 승리를 축하하는 대회임을 의미한다.

## 참가국
총 40개국이 대회에 참가했다. 아시아태평양장애인경기연맹에 가입했던 나라들 가운데 괌, 나우루, 마셜 제도, 미크로네시아 연방, 북마리아나 제도, 솔로몬 제도, 투발루 7개국은 참가하지 않았다. 또한 부산광역시와 대회 조직위원회는 2002년 아시안 게임과 마찬가지로 남북한 간의 화합 분위기 조성, 장애인 스포츠·복지 분야 협력 차원에서 조선민주주의인민공화국을 초청하려고 했으나 성사되지 않았다.
| - 네팔 - 누벨칼레도니 - 뉴질랜드 - 대한민국 (개최국) - 동티모르 - 라오스 - 마카오 - 말레이시아 - 몽골 - 미얀마 - 바누아투 - 방글라데시 - 베트남 - 부탄 | - 브루나이 - 사모아 - 스리랑카 - 싱가포르 - 아제르바이잔 - 오스트레일리아 - 왈리스 푸투나 - 우즈베키스탄 - 인도 - 인도네시아 - 일본 - 중국 - 중화 타이베이 | - 카자흐스탄 - 캄보디아 - 키르기스스탄 - 키리바시 - 타지키스탄 - 태국 - 통가 - 파키스탄 - 파푸아뉴기니 - 팔라우 - 피지 - 필리핀 - 홍콩 |

## 메달 집계
| 순위 | 국가           | 금메달 | 은메달 | 동메달 | 합계 |
| ---- | -------------- | ------ | ------ | ------ | ---- |
| 1    | 중국           | 191    | 90     | 50     | 331  |
| 2    | 대한민국       | 62     | 68     | 60     | 190  |
| 3    | 태국           | 43     | 48     | 37     | 128  |
| 4    | 일본           | 33     | 25     | 25     | 83   |
| 5    | 홍콩           | 27     | 25     | 16     | 58   |
| 6    | 중화 타이베이  | 17     | 25     | 21     | 63   |
| 7    | 오스트레일리아 | 17     | 17     | 10     | 44   |
| 8    | 누벨칼레도니   | 7      | 1      | 2      | 10   |
| 9    | 인도           | 5      | 10     | 10     | 25   |
| 10   | 스리랑카       | 5      | 8      | 12     | 25   |
| 11   | 미얀마         | 4      | 13     | 4      | 21   |
| 12   | 싱가포르       | 3      | 2      | 4      | 9    |
| 13   | 캄보디아       | 3      | 2      | 1      | 6    |
| 14   | 베트남         | 3      | 1      | 2      | 6    |
| 15   | 파키스탄       | 3      | 0      | 1      | 4    |
| 16   | 말레이시아     | 2      | 28     | 37     | 67   |
| 17   | 브루나이       | 2      | 3      | 2      | 7    |
| 18   | 왈리스 푸투나  | 2      | 2      | 2      | 6    |
| 19   | 몽골           | 2      | 0      | 0      | 2    |
| 20   | 인도네시아     | 1      | 1      | 3      | 8    |
| 20   | 마카오         | 1      | 1      | 3      | 5    |
| 22   | 피지           | 0      | 5      | 2      | 7    |
| 23   | 뉴질랜드       | 0      | 4      | 2      | 6    |
| 24   | 필리핀         | 0      | 2      | 2      | 4    |
| 25   | 아제르바이잔   | 0      | 1      | 1      | 2    |
| 25   | 카자흐스탄     | 0      | 1      | 1      | 2    |
| 27   | 파푸아뉴기니   | 0      | 1      | 0      | 1    |
| 28   | 바누아투       | 0      | 0      | 2      | 2    |
| 29   | 라오스         | 0      | 0      | 1      | 1    |
| 합계 | 합계           | 433    | 384    | 313    | 1130 |

## 같이 보기
- 2002년 아시안 게임

## 참고 문헌
- 《제8회 부산 아,태장애인경기대회 백서:평등을 향한 힘찬 도전》 (부산광역시 제작, 2002년, 대한민국 국회도서관 소장)